# 21464 Chinaroonchai
A 21464 Chinaroonchai (ideiglenes jelöléssel 1998 HH88) a Naprendszer kisbolygóövében található aszteroida. A LINEAR projekt keretében fedezték fel 1998. április 21-én.